# Jacob Collier
Jacob Collier (* 2. srpna 1994 Londýn) je anglický zpěvák, aranžér, skladatel a multiinstrumentalista. Ve své tvorbě kombinuje prvky většiny hudebních žánrů, konkrétně jazzu, funku, soulu, gospelu, folku, a cappelly, elektronické hudby a mnoha dalších. V každé skladbě si mistrně pohrává s harmonizací (jeho kompozice jsou často složené ze stovek jednotlivých stop) a rytmickou složkou, která je pro něj primárním faktorem. Své hudební klipy sám režíruje a edituje.

## Osobní život
Jacob od mládí žije se svou matkou Suzie (houslistka, dirigentka a profesorka na Royal Academy of Music) a dvěma mladšími sestrami Sophií a Ellou v severním Londýně, kde má svůj pokoj doslova napěchovaný hudebními nástroji. V 11 letech dostal k narozeninám Logic (nahrávací software) a od té doby se začal natáčet, jak zpívá, hraje na klavír a doprovází se na bicí. Jeho pokoj se tak stal silnou zbraní proti nahrávacím společnostem, jelikož si dnes vše vytváří sám. Jak ostatně říká v jednom z rozhovorů: „To interpreti mají dar, ne nahrávací společnosti. Já jsem noční sova, takže i z toho důvodu by pro mě bylo těžké nahrávat ve studiu, protože bych musel platit lidem za to, aby tam se mnou zůstávali přes noc.“ 

### Hudební kariéra
Jeho hudební kariéra se datuje k prosinci 2011, kdy publikoval své první video na YouTube, ve kterém zaranžoval píseň The Arrow And The Song (báseň od H. W. Longfellowa). Po téměř dvou letech od založení kanálu, v říjnu 2013, zveřejnil další ze svých aranžmá, tentokrát skladby Don't You Worry 'Bout A Thing od Stevieho Wondera. V tu chvíli si ho všimla legenda nejen mezi hudebníky, v té době 73letý Quincy Jones. Začali spolu hrát na různých jamech a o skoro rok později předskakoval na jazzovém festivalu v Montreux Herbiemu Hancockovi a Chicku Coreovi. V roce 2015 začal poprvé spolupracovat s MIT Media Labem, konkrétně na harmonizéru, který mu umožnil vytvářet originální one-man show. Své debutové album In My Room, na kterém se vedle převzatých věcí vyskytuje i autorská tvorba (například skladba Hideaway či Saviour), vydal 1. července 2016. V témže roce pokračoval ve spolupráci s MIT, Jacobovi a jeho týmu se podařilo navrhnout speciální vokalizační nástroj, který je schopný vygenerovat 12 simultánních zvukových stop. Většina peněz na výzkum pochází od jeho fanoušků, konkrétně z kampaně #IHarmU, ve které mu lidé z celého světa mohli poslat krátkou nahrávku, kterou poté Jacob zharmonizoval. Koncem roku 2018 oznámil práci na svém novém čtyřdílném konceptuálním albu nazvaném Djesse, které má celkem čítat 50 skladeb. První díl, který vydal v prosinci téhož roku, symbolizuje zimní období. Zahrnuje například spolupráci s nizozemským Metropole Orkest, a cappellou Take 6, nebo svojí matkou Suzie. Druhý díl vydal v červenci minulého roku. Zde již ubral na velkoleposti orchestru, jelikož má evokovat jarní náladu. V srpnu 2020 vydal třetí díl alba.

### Ocenění
Celkem Jacob získal čtyři ceny Grammy a dvě ceny Jazz FM.
| Rok  | Nominace       | Ocenění                                        |
| ---- | -------------- | ---------------------------------------------- |
| 2016 | You And I      | Cena Grammy za nejlepší instrumentální aranžmá |
| 2016 | Flintstones    | Cena Grammy za nejlepší instrumentální aranžmá |
| 2019 | All Night Long | Cena Grammy za nejlepší instrumentální aranžmá |
| 2019 | Moon River     | Cena Grammy za nejlepší instrumentální aranžmá |

| Rok  | Ocenění                        |
| ---- | ------------------------------ |
| 2016 | Digital Initiative Of The Year |
| 2019 | PRS For Music Gold Award       |

### Zajímavosti
Jacob je z jedné čtvrtiny čínského původu, konkrétně po babičce z matčiny strany. Jeho děda (Derek Collier) byl stejně jako jeho matka houslista a rovněž vyučoval na Royal Academy of Music. Se svými sestrami a rodiči rád zpívá Bachovy chorály. Jako menší si zahrál v pár televizních filmech a ve volném čase se věnuje například i surfingu.
8. dubna 2016 vystoupil v rámci festivalu Mladí ladí jazz v Paláci Akropolis v Praze.